# Miamira alleni
Espèce
Miamira alleni est une espèce de nudibranches de la famille des Chromodorididae et du genre Miamira.

## Répartition
Cette espèce se rencontre aux Philippines. 

## Habitat
Miamira alleni s'observe sur les récifs peu profonds.

## Description

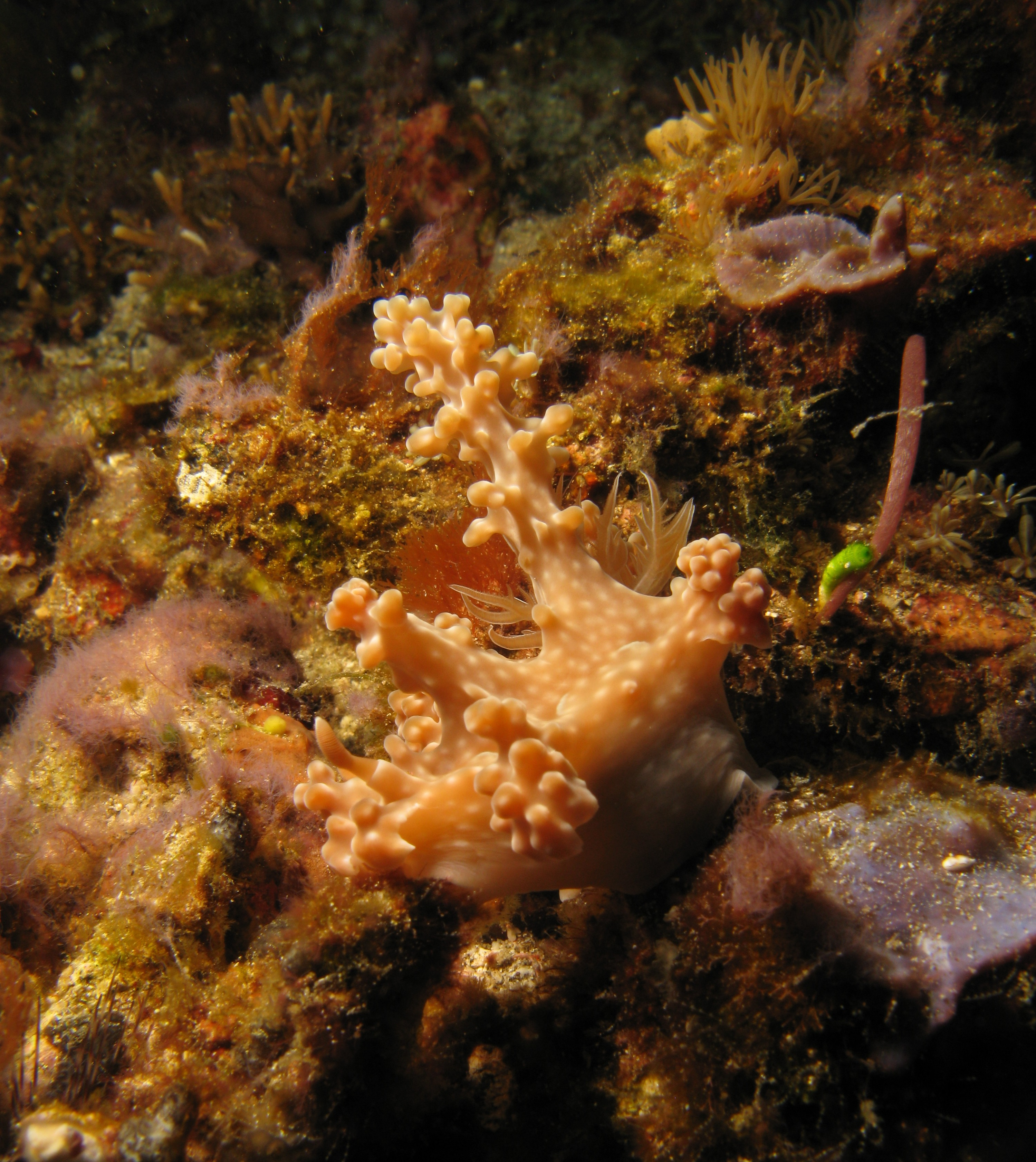
Miamira alleni

Miamira alleni peut mesurer de l'ordre de 60 mm de long.
Miamira alleni est d'un gris brunâtre clair avec des pustules plus claires sur la surface du corps. Les rhinophores sont de la même couleur que le corps mais ont le sommet blanc. Les branchies sont également brunâtres. 
Le corps, d'une texture rigide, présente une forme frappante et distinctive. La tête arbore six lobes, pustuleux, aplatis dorso-ventralement, le long de ses bords antérieurs et latéraux. Chacun de ces lobes possède un réseau complexe de glandes du manteau sur la surface ventrale. Deux ou trois lobes pustuleux allongés s'étendent latéralement de part et d'autre du notum avec des glandes défensives sur la surface ventrale de la partie apicale du lobe. Une série d’appendices pustuleux est présente le long de la ligne médiane. Un lobe de longueur modérée est placé avant les rhinophores, suivi d'un lobe court immédiatement postérieur aux rhinophores. Plus postérieurement, un lobe allongé est suivi d'un appendice encore plus long, juste avant les branchies. Aucun de ces lobes ne semble contenir de glandes défensives. Immédiatement après les branchies se trouve un appendice allongé et aplati dorso-ventralement avec des glandes défensives. Les rhinophores sont fins et allongés avec des gaines bien surélevées. Les rhinophores sont perfoliés avec 31 lamelles. Le panache branchial est composé de 6 à 10 lamelles bipennées. L'orifice copulatoire est situé sur le côté droit du corps, à peu près au tiers de la longueur totale du corps en arrière du bord antérieur de la tête.

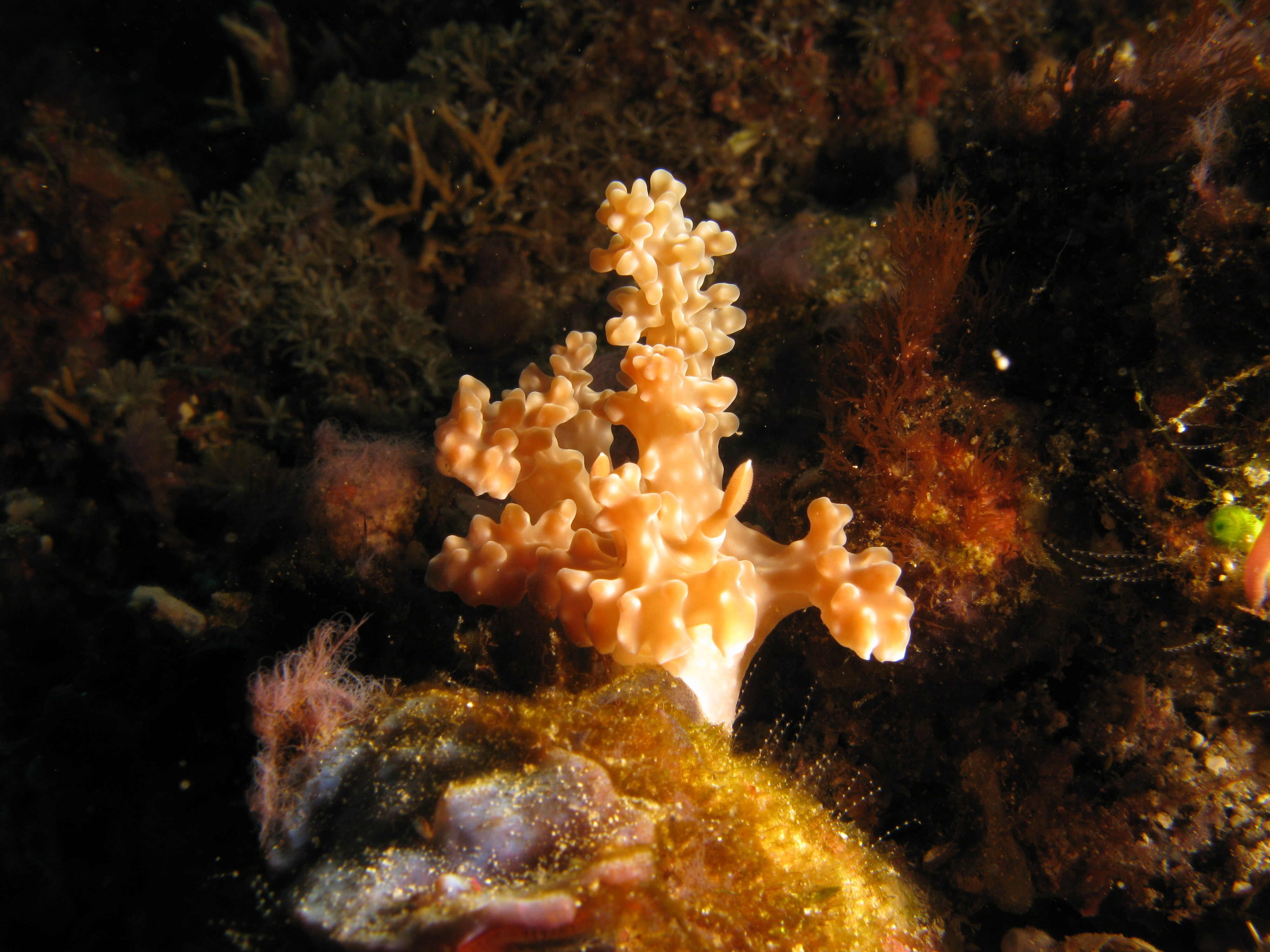
Miamira alleni

La masse buccale est constituée d’une partie postérieure en grande partie musculaire et d’une partie antérieure glandulaire. Trois gros muscles latéraux sont présents de chaque côté de la masse à la jonction de ces deux parties. Une grosse glande salivaire en forme de sangle est présente de chaque côté de l'extrémité postérieure de la masse buccale, adjacente à la jonction de l'œsophage avec la masse buccale. Les mâchoires sont constituées de nombreux bâtonnets allongés, non divisés. La radula a une formule dentaire de type 77 x 93-108.0.93-108. Elle ne possède pas de dent rachidienne. Les dents latérales internes sont dépourvues de denticules à l'intérieur de la cuspide, mais présentent 1 à 3 denticules arrondis à l'extérieur de la cuspide. Les deuxième à septième dents latérales présentent des traces de tubercules denticulaires sur les bords extérieurs. Les dents restantes ont toutes une cuspide bien développée, mais sont dépourvues de denticules. Les dents de la partie médiane de la demi-rangée sont plus allongées et incurvées que celles situées plus près de la partie médiale de la radula. Les dents les plus externes sont plus courtes et ne possèdent pas de denticules.
Les organes reproducteurs sont disposés en trio. L'ampoule est constituée de plusieurs circonvolutions. Elle se ramifie en un oviducte moyennement court et en un canal déférent allongé. L'oviducte pénètre dans la masse de la glande femelle. La partie distale du canal déférent est prostatique, allongée et alambiquée. Il se rétrécit quelque peu et se dilate à nouveau dans la partie musculaire, constituée d'un seul pli. Au point où la partie musculaire se replie sur elle-même, le canal déférent pénètre dans la partie musculaire de la paroi dorsale et réémerge dans la cavité. La partie proximale du canal déférent débouche dans un sac pénien de forme modérément allongée qui s'ouvre à proximité du vagin. Le vagin est allongé et alambiqué. Près de son extrémité distale, il est relié par le canal utérin, qui est court et pénètre dans la masse de la glande femelle. L’extrémité distale du vagin rejoint la jonction de la bourse copulatrice sphérique et du réceptacle séminal allongé et piriforme. La masse des glandes femelles comprend trois parties principales: l'albumen, les membranes et les glandes muqueuses. La glande muqueuse en constitue la plus grande partie. La glande vestibulaire semble être absente.
- [vidéo] « Miamira alleni », sur YouTube
- [vidéo]  [vidéo] « Miamira alleni », avril 2015, Philippines

## Éthologie
La forme de Miamira alleni imite celle d'un corail mou de la famille Xeniidae probablement pour se cacher des prédateurs.

## Publication originale
- Gosliner, T. M. 1996. Phylogeny of Miamira (Nudibranchia: Chromodorididae), with descriptions of two new species. Proceedings of the California Academy of Sciences, 49(3): 115-126. (BHL)

## Taxonomie
Cette espèce a été décrite par le zoologiste Terrence M. Gosliner en 1996 sous le protonyme Ceratosoma alleni puis transférée dans le genre Miamira,.

## Étymologie
L'épythète alleni a été choisi en l'honneur de Jerry Allen (Tucson, Arizona), le photographe sous-marin qui a collecté le premier spécimen en 1993.